# Германика, Валерия-Гайя Александровна
Вале́рия-Га́йя Алекса́ндровна Герма́ника (при рождении — Вале́рия И́горевна Дуди́нская; род. 1 марта 1984, Москва, СССР) — российский кинорежиссёр и телеведущая. До 2008 года являлась режиссёром документального кино, с 2008 года начала снимать игровое. Обладательница премии «Ника» «Открытие года» (2008), «Серебряного „Святого Георгия“» Московского кинофестиваля (2014).

## Биография
Родилась 1 марта 1984 года с именем Валерия Игоревна Дудинская. Отец — Игорь Дудинский (1947—2022), журналист, мать — Наталья Дудинская. Имя ей выбрала бабушка в честь героини Валерии из романа Рафаэлло Джованьоли «Спартак». Позже сменила в паспорте: имя — на Валерию Гай, фамилию — на Германику, отчество — на Александровну (по отчиму).

### Карьера
Высшего режиссёрского образования не имеет. Окончила полугодовые режиссёрские курсы в «Школе кино и телевидения „Интерньюс“» (преподаватель — Марина Разбежкина). В 2008 году рассказала, что недолгое время работала оператором на порностудии, потому что «хотела быть как Тинто Брасс». В 2010 году мать Германики подтвердила и прокомментировала этот факт.
Второй документальный короткометражный фильм Германики «Девочки» (2005) попал в программу фестиваля «Кинотавр», где получил приз за лучшую короткометражную киноленту, а также был показан в рамках «Дня России» на 59-м Каннском кинофестивале. Следующий документальный фильм «День рождения инфанты» (2007) вошёл в основной конкурс «Кинотавра». Художественный фильм «Все умрут, а я останусь» был показан на Каннском кинофестивале 2008 года в программе «Неделя критики» и был удостоен специального приза конкурса «Золотая камера» за лучший дебютный полнометражный фильм. В 2008 году участвовала в жюри конкурса «Кино без киноплёнки» фестиваля «Киношок».
В 2009 году совместно с «Трэш-Шапито Кач» и Петром Листерманом записала композицию «Я люблю, а все только ебутся». В начале 2010 года на «Первом канале» вышел 69-серийный телесериал «Школа», вызвавший широкий резонанс в обществе. В середине 2010 года Валерия была назначена на должность креативного директора MTV Россия, но, проработав несколько месяцев, решила покинуть свой пост, поскольку ни один из её проектов не был запущен в эфир.
В начале 2012 года на «Первом канале» вышел 16-серийный фильм «Краткий курс счастливой жизни». В том же году принимала участие в проекте «Полиглот. Итальянский с нуля за 16 часов!» телеканала «Культура». В 2012 году приняла участие в фильме Марии Саакян «Энтропия» в качестве актрисы. С 24 сентября 2012 по 4 марта 2013 года была ведущей еженедельной программы «КиноблоГГ» на телеканале «Ю». В 2014 году сняла клип на песню «Мысленный волк» группы «Смысловые Галлюцинации», слова которой она написала сама.
26 июня 2014 года в основном конкурсе 36-го Московского международного кинофестиваля состоялась премьера фильма «Да и да», где Германика получила награду «Серебряный „Святой Георгий“» за лучшую режиссуру. В 2015 году приняла участие в проекте «Танцы со звёздами» на канале «Россия-1» в паре с Максимом Петровым.
В 2018 году была ведущей первого сезона православной программы «Вера в большом городе» на телеканале «СПАС». В 2018 году вышел телесериал «Бонус» для телеканала ТНТ. В 2019 году стала генеральным продюсером кинокомпании «Леосфильм». 17 октября 2019 года вышел полнометражный фильм «Мысленный волк», снятый по сценарию Юрия Арабова.
В марте 2023 года Германика сообщила о работе над восьмисерийным историческим сериалом о княгине Ольге.

## Личная жизнь
13 марта 2008 года родила дочь Октавию. С отцом ребёнка расписана не была.
11 июля 2015 года, через несколько месяцев после знакомства, вышла замуж за танцора Вадима Любушкина, участника проекта «Танцы со звёздами». 15 июля 2015 года бывшая партнёрша по танцам Любушкина в интервью сообщила прессе о двоежёнстве танцора. Германика знала до свадьбы, что Любушкин уже женат, однако не стала дожидаться окончания его бракоразводного процесса и сыграла свадьбу. Через четыре месяца после свадьбы они развелись. 22 апреля 2016 года родила от него дочь Северину.
26 февраля 2019 года вышла замуж за новокузнецкого бизнесмена Дениса Молчанова. В ноябре 2019 года у них родился сын Август.

## Взгляды
В интервью «Новой газете» в 2008 году Германика охарактеризовала себя как «рациональную легитимистку». Она сообщила, что поддерживает действующую власть и одобряет закрытие оппозиционных проектов. В 2012 году заявила, что не ходит на митинги и выборы, так как не имеет гражданской позиции. В 2017 году подтвердила, что по-прежнему поддерживает президента и «правящую партию» и придерживается позиции, «что любая власть — от Бога». Также Германика назвала себя «патриотом» и подчеркнула, что воспитывает детей «в традиционной культуре, то есть в православии».
По словам Германики, она «последний человек, кого можно назвать феминисткой в этой стране». Выступает против абортов.

## Фильмография
| Год  |     | Название                      | Роль                                    |
| ---- | --- | ----------------------------- | --------------------------------------- |
| 2005 | док | Сёстры                        | режиссёр                                |
| 2005 | док | Девочки                       | режиссёр                                |
| 2006 | док | Уехал                         | режиссёр                                |
| 2006 | док | Мальчики                      | режиссёр                                |
| 2007 | док | День рождения инфанты         | режиссёр                                |
| 2008 | ф   | Все умрут, а я останусь       | режиссёр                                |
| 2009 | кор | Счастье другими словами       | режиссёр                                |
| 2010 | ф   | Громозека                     | актриса (девушка в такси)               |
| 2010 | с   | Школа                         | режиссёр                                |
| 2011 | с   | Краткий курс счастливой жизни | режиссёр, актриса (госпожа Федора)      |
| 2012 | ф   | Энтропия                      | актриса (Гера)                          |
| 2014 | с   | Майские ленты                 | режиссёр                                |
| 2014 | ф   | Да и да                       | режиссёр                                |
| 2018 | с   | Бонус                         | режиссёр                                |
| 2019 | ф   | Мысленный волк                | режиссёр                                |
| 2020 | док | Папа                          | режиссёр, сценарист, оператор, продюсер |
| 2022 | с   | Обоюдное согласие (1 сезон)   | режиссёр                                |
| 2024 | с   | Обоюдное согласие (2 сезон)   | режиссёр, сценарист                     |
| 2024 | с   | Княгиня Ольга                 | режиссёр                                |

### Видеоклипы
- 2010 — То, что не убивает тебя (Тараканы!)[40]
- 2010 — Никто не выжил (The Matrixx)
- 2010 — Птица (DJ Smash)[41]
- 2011 — Я не убивал (Jack Action)
- 2013 — Расскажи мне, мама (Слава)[42]
- 2014 — Повесь меня (Линда)[43]
- 2014 — Мысленный волк (Смысловые галлюцинации)[44]
- 2018 — Инстаграм (Ночные снайперы)

## Оценки творчества
Как «очень интересную» в творческом плане отметил Гай Германику президент киноакадемии «Ника», режиссёр Андрей Кончаловский.
Концепция и сценарий фильма «Все умрут, а я останусь», а затем сценарий, содержание телесериала «Школа», вышедшего на российские экраны в январе 2010 года, вызвали неоднозначную реакцию в обществе.
Представители Русской православной церкви на пресс-конференции в РИА Новости (Москва, 22.01.2010) заявили, что «телесериал „Школа“ <…> показывает не всю правду и не даёт положительного примера». По утверждению главы Синодального информационного отдела Владимира Легойды: «в МГИМО, где он преподаёт, содержание фильма „большинству либо просто не интересно, либо отвратительно“».
Самой негативной критике сериал подвергают учителя, которые считают, что фильм Валерии Гай Германики дискредитирует их профессию. Аналогичную точку зрения еженедельнику АиФ высказывает народный учитель России, член Общественной палаты РФ Ефим Рачевский: «…гораздо важнее не гнать чернуху, а рассказывать о том, как можно наладить взаимодействие школы, детей и родителей. Только копать надо глубже. А авторы фильма этого сделать то ли не смогли, то ли не захотели. Они пошли по простому пути: предпочли показать отрицательную эстетику, которая, несомненно, привлечёт публику». В этой же статье приведено мнение в защиту сериала, высказанное Павлом Астаховым, Уполномоченным при Президенте Российской Федерации по правам ребёнка.
Перед премьерой сериала «Краткий курс счастливой жизни» сценарист кинопроекта Анна Козлова сравнила стиль Германики с «потоком сознания».

## Награды и номинации
- 2005 — «Девочки»: приз за лучший короткометражный фильм на фестивале «Кинотавр» (2006), главный приз на фестивале «Кинотеатр.док» (2006)
- 2008 — «Все умрут, а я останусь»: специальный приз жюри конкурса «Золотая камера» Каннского кинофестиваля (2008)[50], приз «Молодой взгляд» Каннского кинофестиваля[51] (2008), специальный диплом премии «Белый слон» (2009), премия «Ника» в номинации «Открытие года» (2009)
- 2010 — «Школа»: премия «Клуба телепрессы» в номинации «Событие телесезона» с формулировкой «За бесстрашие эксперимента» (2010)[52].
- 2012 — «Краткий курс счастливой жизни»: премия «Клуба телепрессы» в номинации «Событие телесезона» с формулировкой «За нетипичный сериал о наших современниках в типичных обстоятельствах российской жизни») (2012)[53].
- 2014 — «Да и да»: номинация на «Золотого Святого Георгия» Московского кинофестиваля (2014), «Серебряный Святой Георгий» Московского кинофестиваля за лучшую режиссуру (2014)[54], приз жюри Международной федерации кинопрессы (ФИПРЕССИ) (2014)[55], приз газеты «Коммерсантъ Weekend» (2014)[55]